# Lycée Camille-Jullian
 (août 2012).
Si vous disposez d'ouvrages ou d'articles de référence ou si vous connaissez des sites web de qualité traitant du thème abordé ici, merci de compléter l'article en donnant les références utiles à sa vérifiabilité et en les liant à la section « Notes et références ».
Le lycée Camille-Jullian est un lycée du centre de Bordeaux (Gironde). Créé en 1883 et autrefois lycée de filles (sous le nom de lycée Barada puis Mondenard), il hébergea un hôpital provisoire durant la Première Guerre mondiale, pendant laquelle 91 personnes y décédèrent[réf. nécessaire].
Il propose un enseignement général, de multiples langues (anglais, espagnol, italien, russe, allemand, portugais…), certaines options rares dans l’académie de Bordeaux (arts, musique), ainsi que des classes préparatoires littéraires et scientifiques et un internat mixte.

## Historique
Le lycée de jeunes filles de Bordeaux est fondé en 1883 sous le nom de lycée Barada ou Matignon (en référence aux rues qui le bordent). Il se situe alors rue David-Johnston, dans l’ancien couvent des Dames de Marie-Thérèse, et accueille à son ouverture 136 élèves. Avec le lycée Cheverus, il est le seul lycée de jeunes filles de Bordeaux alors que les effectifs de jeunes filles ont fortement augmenté, et ont presque triplé, passant de 2 491 en 1900 à 7 198 après la Première Guerre mondiale. 
En 1901, le lycée déménage rue Mondenard et est renommé selon sa nouvelle adresse. De l’autre côté du pâté de maisons, le pavillon du négociant Jules Petit-Laroche, aujourd’hui situé au milieu de la cour du lycée, est acquis par la ville et accueille l’administration du lycée. En 1908, le lycée ouvre un internat dans l’ancien pensionnat des Dames de la Réunion au Sacré-Cœur.
Pendant la Première Guerre mondiale, le lycée est transformé en hôpital complémentaire. 91 personnes y décèdent[réf. nécessaire]. À côté de l'entrée de l'époque[Où ?], rue Mondenard, il y a désormais une plaque commémorative qui rappelle ces évènements.
Les bâtiments se révèlent très vite insuffisants[réf. souhaitée] pour les 600 élèves. Il faudra cependant attendre les années 1930 pour que de nouveaux agrandissement soient entrepris.
En 1955, le lycée, alors encore uniquement féminin, est renommé lycée Camille-Jullian en l’honneur de l’historien Camille Jullian (1859-1933) qui fut professeur à l’université de Bordeaux. En 1988 et 1992, les lycées Condorcet et Sud-Médoc sont ouverts dans l’aire de recrutement de Camille-Jullian et permettent de lui redonner une taille plus humaine et de restructurer ses locaux. Un internat CPGE est créé.
Depuis 1991, il accueille la seule section slovaque de lycée en France, qui reçoit, en principe pour trois ans, sur concours des élèves slovaques issus notamment des sections bilingues franco-slovaques qui se veut « l’un des viviers de futurs francophones susceptibles d’accéder à des postes de responsabilités dans les différents domaines de coopération en Slovaquie comme en Union européenne ». Un poste d'assistant slovaque a été créé à cet effet et l'association Slovaquitaine soutient la poursuite du projet, inscrit officiellement au programme de coopération entre les deux pays.
Dans le cadre des expériences innovantes prévues par le plan de relance de l'éducation prioritaire de Gilles de Robien, le lycée ouvre à la rentrée 2007 une classe préparatoire aux études supérieures (CPES) littéraire. Depuis 2012, la CPES est labellisé cordée de la réussite par le Rectorat et par l’Agence nationale pour la cohésion sociale et l'égalité des chances[réf. nécessaire].
En juin 2012, la khâgne du lycée réalise le score historique de 31 sous-admissibles au concours d’entrée de l’École normale supérieure de Fontenay-Saint-Cloud[réf. nécessaire], 3 admissibles pour 1 admis.
En 2013, la khâgne confirme la bonne performance de l'année passée et l'améliore : 11 élèves sont admissibles et 25 sont sous-admissibles au même concours[réf. nécessaire] de l'ENS de Lyon, 2 sont admissibles à l'ENS Cachan et 1 à Ulm, pour un total de 6 admis à l'ENS de Lyon.
La promotion 2014, baptisée « promotion Malebranche » inscrit les résultats du lycée au concours LSH dans la durée avec 6 admissibles et 28 sous-admissibles.

## Description

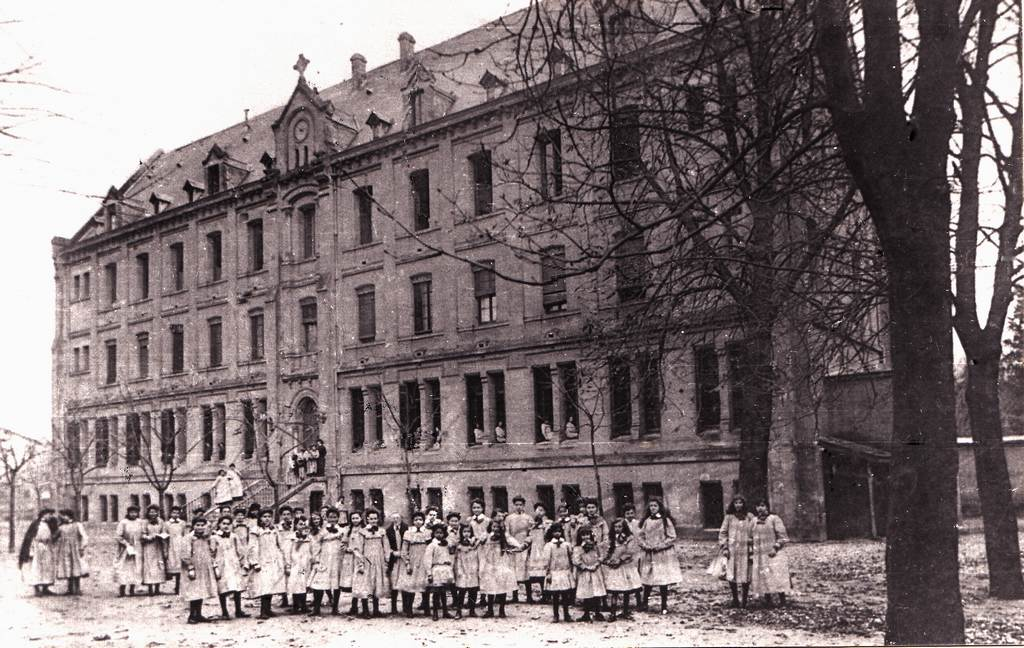
L'internat, construit en 1870. Photographie prise vers la fin du XIXe siècle.

Le lycée Camille-Jullian est constitué de plusieurs édifices construits à diverses époques. L'ancien couvent, actuel bâtiment F, reconverti en internat et en externat, comprenant également un réfectoire au premier niveau, est édifié en 1870. La chapelle est quant à elle construite en 1871, elle est réaménagée en 2002 pour servir de salles de musique. Le bâtiment A, situé rue Mondenard, a été construit en 1891, ancienne pension Guinot acquise par le lycée au début des années 1900. À la même période, en 1902, Jules Petit-Laroche fait don de sa demeure construite dans la seconde moitié du XIXe siècle à la municipalité, abritant aujourd'hui l'administration. En 1932 est édifié le bâtiment B, accolé au bâtiment A. Le bâtiment I est conçu en 1938 mais n'est construit qu'en 1948. Le bâtiment C abritant des salles de cours et un gymnase est quant à lui édifié en 1961. L'immeuble accueillant les logements de fonction situé sur la rue de la Croix-Blanche est construit en 1971. Enfin, le bâtiment H abritant notamment l'internat des filles est construit en 2004.

## Enseignements
Parmi les vingt lycées préparant au baccalauréat techniques de la musique et de la danse (bac TMD, anciennement F11) sur le plan national, le lycée Camille-Jullian est le seul établissement proposant cet enseignement pour la région Aquitaine. Il était également, jusqu'en 2010, le seul en Aquitaine sur la centaine sur le plan national préparant au baccalauréat de la série L arts-musique (option dite « lourde », quatre-cents établissements préparant à l'option facultative). Ce baccalauréat donnait naturellement accès à la section Sciences de l’information, de la communication et des arts (SICA) de l'université Michel de Montaigne Bordeaux 3 préparant au master et au capes musique, UFR également disparue à la même date. 
Comme l'école primaire André Meunier et le Collège Aliénor d'Aquitaine, proposant pour leur part des classes à horaires aménagés musique, le lycée Camille-Jullian est associé au Conservatoire de Bordeaux où les élèves reçoivent les enseignements pratiques en musique et en danse. Les enseignements de ces sections artistiques du lycée Camille-Jullian trouvent leur prolongement dans le partenariat musical avec le lycée Pestalozzi de Munich (de) et dans la participation au grand prix lycéen des compositeurs organisé par La Lettre du musicien.

### Classement du lycée
En 2015, le lycée se classe  16e sur 46 au niveau départemental quant à la qualité d'enseignement, et 1115e au niveau national. Le classement s'établit sur trois critères : le taux de réussite au bac, la proportion d'élèves de première qui obtient le baccalauréat en ayant fait les deux dernières années de leur scolarité dans l'établissement, et la valeur ajoutée (calculée à partir de l'origine sociale des élèves, de leur âge et de leurs résultats au diplôme national du brevet).

## Classes préparatoires
Le lycée abrite des CPGE littéraires (Khâgnes LSH) et scientifiques (MP, PC).
En 2015, L'Étudiant donnait le classement suivant pour les concours de 2014 :
| Filière | Élèves admis dans une grande école* | Taux d'admission* | Taux moyen sur 5 ans | Classement national | Évolution sur un an |
| --- | ----------------------------------- | ----------------- | -------------------- | ------------------- | ------------------- |
| Khâgne LSH | 3 / 70 élèves                       | 4 %               | 3 %                  | 19e sur 73          | 10                  |
| MP / MP* | 1 / 43 élèves                       | 2 %               | 1 %                  | 62e sur 114         | 52                  |
| PC / PC* | 0 / 38 élèves                       | 0 %               | 0 %                  | 110eex-æquo sur 110 | =                   |
| Source : Classement 2015 des prépas - L'Étudiant (Concours de 2014). *: le taux d'admission dépend des grandes écoles retenues par l'étude. En khâgnes, ce sont l'ENSAE, l'ENC, les 3 ENS, et 5 écoles de commerce qui ont été retenues. En filières scientifiques, c'est un panier de 11 à 17 écoles d'ingénieurs qui a été retenu selon la filière (MP, PC, PSI, PT ou BCPST). |                                     |                   |                      |                     |                     |

## Anciens élèves
- Gérard Ansaloni
- Thomas Boulard[21]
- Joël Cornette[22]
- Matthieu Cornette
- Catherine Laborde[23]
- Françoise Laborde[24]
- Isabelle Moreau, journaliste
- Jean-Claude Pecker[25]
- Géraldine Pons, journaliste
- Mélody Vilbert, Miss France 1995
- Alain Aspect (prix Nobel de physique 2022)
- Annie Ernaux (prix Nobel de littérature 2022)
- Marie-Julie Bonnin